# فیات ۶۰ اچ‌پی
فیات ۶۰ اچ‌پی (Fiat 60 HP) خودرویی است که بین سال‌ ۱۹۰۴ تا ۱۹۰۶ تولید شد.
این خودرو در کلاس خودرو لوکس قرار گرفته، طراحی آن خودروهای موتور جلو-محور عقب بوده است.
موتور آن ۵۶۳ سی‌سی است.